# Мелава
Мелава (англ. Malewa) — река в Кении. Берёт начало в округе Ньяндаруа (англ. Nyandarua) на западном склоне хребта Абердэр. Впадает в озеро Найваша. Площадь бассейна — 1730 км².
Спустившись с гор Мелава течёт в овраге по широкой густозаселённой долине между Абердэром и горой Кипипири в северо-западном направлении. Вблизи поселения Ол-Калоу река меняет направление течения на юго-западное. Приняв справа реку Локолву Мелава вскоре вновь меняет направление, направляясь на юг. Здесь Мелава служит участком административной границы с округом Накуру. На этом же участке река принимает слева свой крупнейший приток — реку Тураша, в низовье текущую по глубокой узкой долине. Вскоре Мелава окончательно втекает в округ Накуру, пересекает поселение Мерендат, автомобильную и железную дороги, и впадает в озеро Найваша.
На западе соседствует с бассейном реки Гилгил, на востоке с бассейном Таны.

## Речная система
Найваша
Мелава
← Тураша
→ Сасини
→ Китири
→ Кауру/Моготиу
→ Локолва